# 耶穌基督後期聖徒教會 (斯特朗派)
耶穌基督後期聖徒教會 (斯特朗派)是後期聖徒運動裡面的一個宗派，斯特朗派與耶穌基督後期聖徒教會（即狹義俗稱的摩門教）不同，雖說兩者都指稱自己才是由 Joseph Smith, Jr.（小斯密約瑟）於1830年4月6日所建立的教會真正的傳承。斯特朗派的總部是在美國威斯康辛州的 Burlington（伯靈頓），伯靈頓或稱 Voree。